# Vólossovo
|  | Per a altres significats, vegeu «Vólossovo (Vladímir)». |

Vólossovo - Волосово (rus) - és una ciutat de l'óblast de Leningrad, a Rússia, que el 2019 tenia 11.909 habitants, és la seu administrativa del districte homònim. Es troba a la línia ferroviària entre Tallinn (Estònia) i Sant Petersburg. La vila fou fundada el 1870, el nom de la ciutat prové del déu Volos. Fou un centre industrial en temps de la Unió Soviètica, i rebé l'estatus de ciutat el 1999, ja dissolta aquesta.